# Parafia Ducha Świętego w Kaletniku
Parafia Ducha Świętego w Kaletniku – parafia rzymskokatolicka znajdująca się w diecezji ełckiej, w dekanacie Suwałki – św. Benedykta i Romualda.